# Gavar
Gavar este un oraș din Provincia Gegharkunik, Armenia. Se află lângă Gavaṙaget[*], la o altitudine de 1.982 m deasupra nivelului mării. Are o suprafață de 7 km². Populația este de 20.765 locuitori, determinată în 2011.